# Jobo Chico
Jobo Chico är en ort i Mexiko.   Den ligger i kommunen Carlos A. Carrillo och delstaten Veracruz, i den sydöstra delen av landet, 400 km öster om huvudstaden Mexico City. Jobo Chico ligger 7 meter över havet och antalet invånare är 111.
Terrängen runt Jobo Chico är mycket platt. Runt Jobo Chico är det ganska tätbefolkat, med 58 invånare per kvadratkilometer. Närmaste större samhälle är Cosamaloapan de Carpio, 16,3 km väster om Jobo Chico. Trakten runt Jobo Chico består till största delen av jordbruksmark.